# Kostel Neposkvrněného početí Panny Marie (Holčovice)
Kostel Neposkvrněného Početí Panny Marie / Nanebevzetí Panny Marie v Holčovicích se nachází v okrese Bruntál. Kostel byl zapsán do státního seznamu kulturních památek před rokem 1988.

## Historie

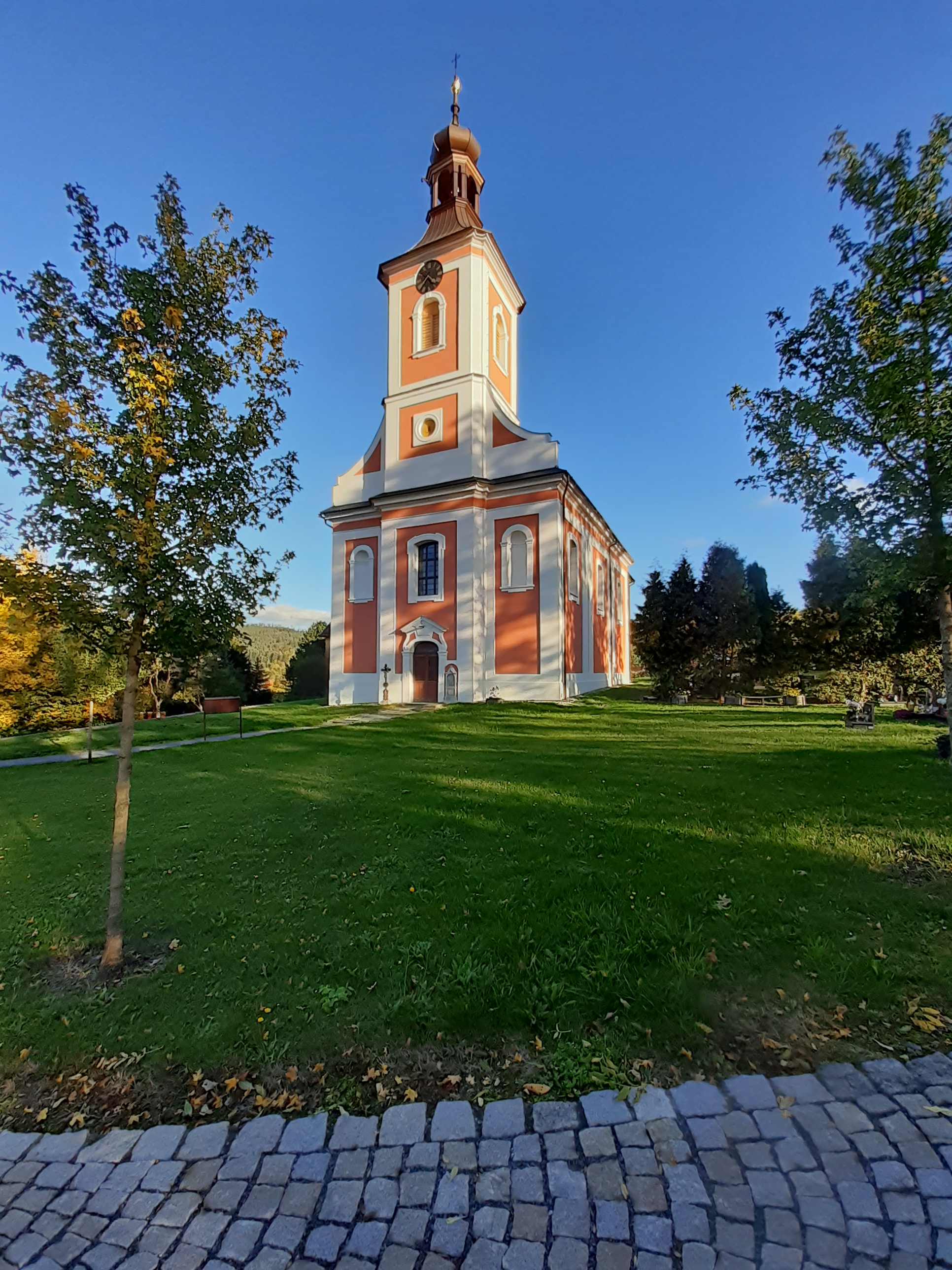
Neposkvrněného Početí Panny Marie

Římskokatolický farní kostel Kostel Neposkvrněného Početí Panny Marie byl postaven v letech 1770–1774 v místě původního dřevěného evangelického kostela z období 1604–1605. Projekt vypracoval architekt Michael Clement z Krnova. Kostel byl vysvěcen v roce 1776 děkanem z Krnova páterem Josefem Saligerem. Objekt je opravován ve spolupráci s diecézi ostravsko-opavskou. V průběhu oprav byla též na počátku října 2018 otevřena schránka vyjmutá z věžní báně, kam byla vložena při opravě kostela v roce 1891. V ní byly nalezeny české a německé záznamy a zejména kopie relikvie jazyka svatého Jana Nepomuckého.

## Architektura

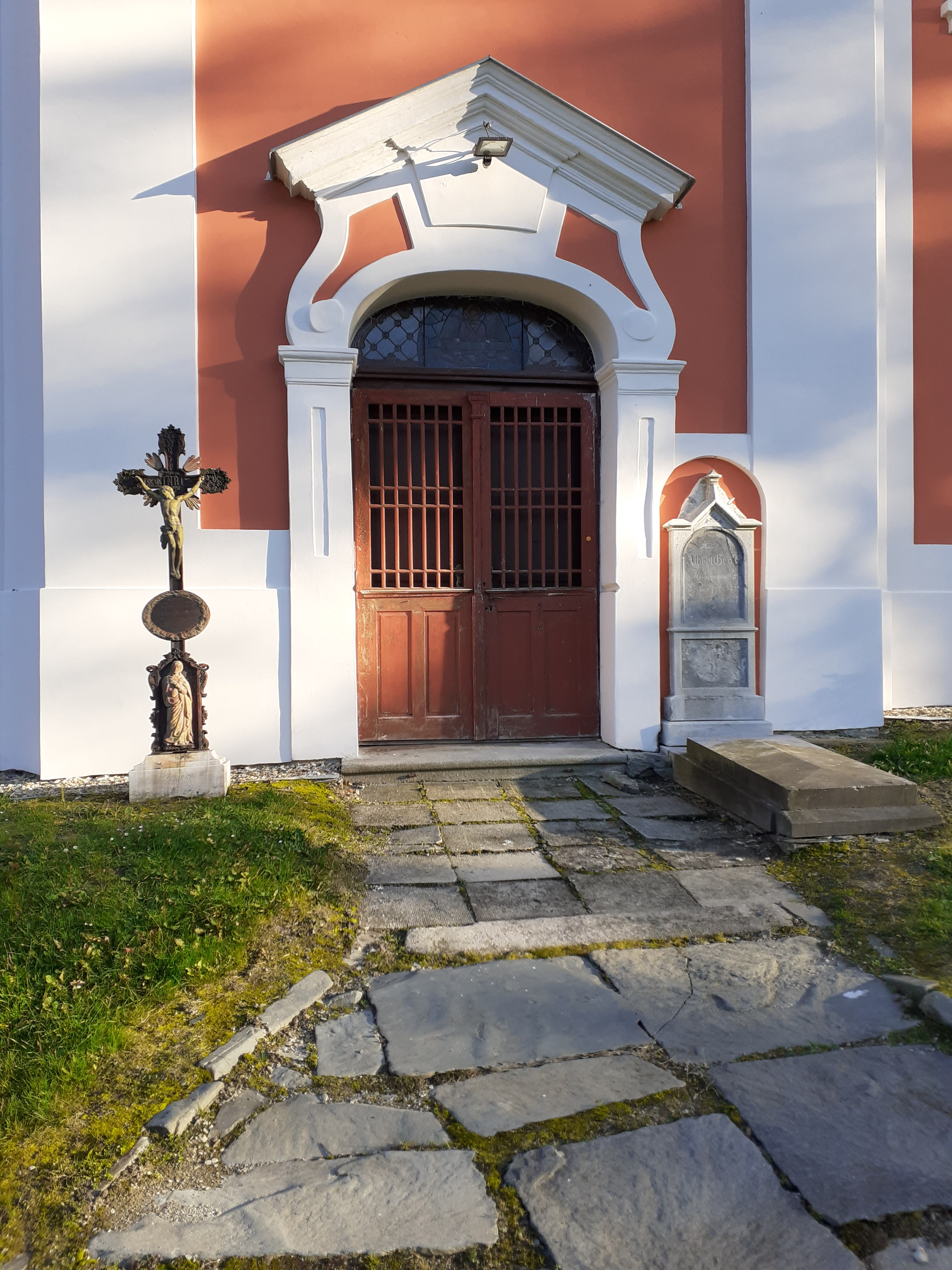

Orientovaná jednolodní zděná stavba obdélníkového půdorysu s polygonálním závěrem. Osově v západním průčelí vestavěna věž vysoká třicet metrů, která tvoří mělký rizalit, je členěna zdvojenými lizénami a římsou. Římsa odděluje horní část věže rovněž členěnou lizénami, z boku se přimyká štít. Boční fasáda je členěná čtyřmi okenními osami, zdobená lizénovými rámy. Okna vysoká ukončená půlobloukovým záklenkem. Průčelí má zaoblená nároží, členění dvěma nikami. Vchodový portál se segmentovým záklenkem je zdoben plochou edikulou ukončenou tympanonem. Střecha kostela sedlová krytá břidlicí, věž má stanovou střechu s lucernou a makovicí krytou plechem. Ke odsazenému kněžišti na severovýchodní straně přistavěna čtyřboká sakristie a k lodi vstupní předsíň.

## Interiér
Interiér lodi je členěn pilíři představené dvojice pilastry hlavicemi a s kladím. Loď zaklenuta pruskými klenbami mezi pasy. Kněžiště čtvercové zaklenuto českou plackou a konchou. V kněžišti freska znázorňuje Předávání klíče od nebeské brány sv. Petrovi. V lodi fresky znázorňují evangelisty sv. Matouše, sv. Marka, sv. Jana a sv. Lukáše. Hlavní oltář nese obraz Neposkvrněného početí Panny Marie po stranách jsou umístěny sochy na epištolní straně sv. Petra a sv. Pavla na evangelijní straně krále Davida a Šalamouna. Nad oltářem je zavěšen obraz Imaculaty, který nesou dva letící andělé. Boční oltář na evangelijní straně je zdoben obrazem Seslání Ducha svatého na epištolní straně je vyobrazen anděl s původním holčovickým kostelem. V interiéru se nachází kalichová křtitelnice se sousoším křtu Ježíše Krista svatým Janem. Na hudební kruchtě, která zabírá patro ve věži, jsou varhany z roku 1900 vyrobené v krnovské varhanářské firmě bratří Riegrů, mají 108 píšťal.

## Zvon
Zvonové patro je otevřeno okny s půlkulatým záklenkem, nad okny věžní hodiny, které byly instalovány v roce 1847. Ve věži byly zavěšeny čtyři zvony, z nichž se dochoval zvon Marie z roku 1607. Zvon o hmotnosti 468 kg byl ulit ve zvonařské dílně Adama Schrauba a byl darem Jaroslava Skrbenského z Hříště na Hošťálkovech a Mokré původnímu evangelickému kostelu. Na zvonu je německý nápis:„IAROSLAVS SKRBENSKY  VON  HRZISTIE AVF  GOTSCHDORF  VND MOCKER. GOTT  IST  MEIN TROST,  DER  MICH ERLOST“ (česky: Jaroslav Skrbenský z Hříště na Hošťálkovech a Mokré. Bůh je má útěcha, která mě spasí). Zbývající tři zvony z let 1851 a 1884 a dvacet sedm cínových píšťal původních varhan byly rekvírovány v období první světové války.

## Ostatní

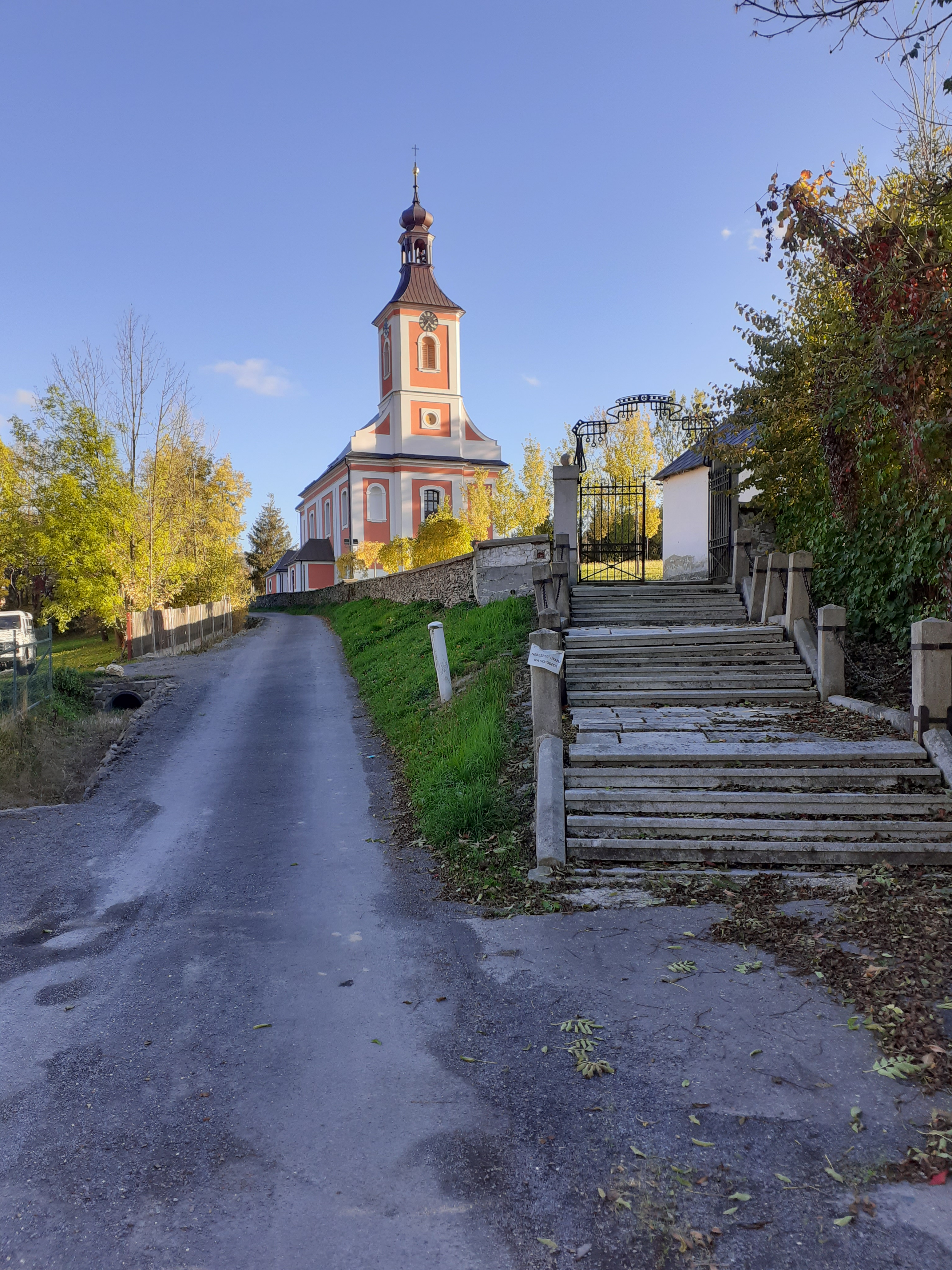

- Kolem kostela je ohradní kamenná zeď s vestavěnou budovou márnice.
- V blízkosti kostela se nachází dřevěná zvonička z 19. století